# Symboly Libereckého kraje

Znak Libereckého kraje

Vlajka Libereckého kraje
Poměr stran: 2:3

Symboly Libereckého kraje jsou znak, vlajka a logo. Znak a vlajku udělil kraji usnesením č. 92 ze dne 8. října 2001 předseda Poslanecké sněmovny Parlamentu České republiky Václav Klaus. Logo (resp. jeho poslední varianta), které ale není oficiálním symbolem, bylo schváleno Radou Libereckého kraje v srpnu 2006.

## Popis symbolů

### Znak
Oficiální popis: „Červeno-modře čtvrcený štít, v 1. a 4. poli český lev, ve 2. poli stříbrné vozové kolo s osmi rameny, ve 3. poli stříbrný volný vydutý hrot.“

### Vlajka
Vlajka kraje je heraldická, tzn. odvozená z krajského znaku prostým přepisem na list o poměru stran 2:3.
Oficiální popis: „Červeno-modře čtvrcený list, v horním žerďovém a dolním vlajícím poli český lev, v dolním žerďovém poli volné bílé trojúhelníkové pole se dvěma vydutými stranami hrotem nahoru. V horním vlajícím poli bílé vozové kolo s osmi rameny.“

### Logo
Logo je tvořeno nápisem Liberecký kraj a třemi kruhovými oblouky.
Barvy základního zobrazení loga:
| Barevný model | Červená     | Šedá        | Stříbrná (alternativní) |
| ------------- | ----------- | ----------- | ----------------------- |
| Pantone       | 193 C       | 423 C       | 877 C                   |
| CMYK          | 20,100,70,0 | 0,0,0,50    | 0,0,0,50                |
| RGB           | 167,20,63   | 146,146,146 | 146,146,146             |
| web           | #C6133E     | #919496     | #919496                 |
| Lab           | 43,66,26    | 61,0,0      | 61,0,0                  |

## Symbolika
První a čtvrté pole znaku a vlajky zaujímá historický znak Čech, na jehož historickém území se kraj rozkládá. Vozové kolo ve druhém poli je převzato ze znaku šlechtického rodu Redernů. Kolo je na městském znaku Liberce od 12. dubna 1577 (od jeho povýšení na město Rudolfem II.) Figura ze třetího pole odkazuje na dominantu krajského města, typickou siluetu Ještědu.
Logo je stylizací kontinuální dynamiky pohybu, simulující expanzi a pokrok směřující k obecné prosperitě, založené 
na zdravé rozvaze a zodpovědnosti. Vyjadřuje tak vzájemné žádoucí lineární vazby mezi jednotlivými spolupracujícími prvky, které se navzájem ovlivňují. Symbolizují činnosti v rámci organizačních, průmyslových, kulturních a společenských aspektů všech dílčích částí Libereckého kraje. Trojitá souběžná linie evokuje vzájemnou koordinaci všech zúčastněných aspektů v životě s důrazem na klidný kontinuální pohyb směřující k cíli. Grafická nadsázka spojuje sportovní tradici se sportovní současností a budoucími cíli, navíc umocněna sportovním duchem podporuje motivaci a soupeřivost.

## Historie

### Historie znaku a vlajky
Po vzniku krajů v dnešní podobě (s účinností od 1. ledna 2001) byla v lednu téhož roku schváleno radou kraje zveřejnění výzvy k odborné i laické veřejnosti k vypracování námětů pro krajské symboly. Vlajka (prapor) měla být původně tvořena pruhy se znakem kraje. Z dvaceti námětů vybrala odborná komise redernovské kolo (symbol města ve druhém poli) a pět návrhů na symbol kraje ve třetím poli. Návrhy byly tkalcovský člunek, stříbrné břevno s nahoře jehličnatým a dole vlnitým řezem, suknový háček, pohár nebo vydutý hrot s vlnitou patou. Vlnitá pata posledního návrhu symbolizovala řeku Nisu. Ve zbývajících polích bylo vyžadováno zobrazení českého lva. 6. března 2001 schválila rada kraje tři kresby zpracované heraldikem Janem Tejkalem. Symbol Ještědu doporučila rada krajskému zastupitelstvu 20. března na svém jednání. Tento symbol také vyhrál v internetové anketě (získal 2⁄3) hlasů). Návrh v zastupitelstvu získal 21 hlasů, ke schválení však bylo třeba hlasů 23. Do procesu tvorby (někteří zastupitelé totiž vyslovili požadavky, nerespektující heraldická pravidla) byly zapojeni studenti 4. ročníku Střední uměleckoprůmyslové školy a Vyšší odborné školy v Jablonci. 22. května se na jednání zastupitelstva dostaly dva téměř shodné návrhy na symbol kraje s vydutým hrotem, avšak s rovnou patou. V jednom návrhu volným, ve druhém se dotýkal kraje pole.
Dva návrhy byly také na vlajku. Jeden měl podobu heraldickou (vycházející z krajského znaku prostým přepisem na vlajku), druhý byl tvořen třemi vodorovnými pruhy (bílým, modrým a červeným) v poměru 2:1:1, s uprostřed umístěným, bíle lemovaným znakem. Zastupitelstvo přijalo návrh znaku s volným hrotem a vlajku s pruhy. 19. září 2001 nedoporučil Podvýbor pro heraldiku a vexilologii ke schválení vlajku, pro nedodržení stanovených kritérií. Kraj následně souhlasil se standardní variantou vlajky.
19. září doporučil usnesením č. 272/2001 Výbor pro vědu, vzdělání, mládež a tělovýchovu udělení znaku a praporu. Rozhodnutím č. 92 ze dne 8. října 2001 udělil kraji symboly předseda Poslanecké sněmovny Václav Klaus. Slavnostní předání dekretu do rukou hejtmana Libereckého kraje Pavla Pavlíka proběhlo v místnosti státních aktů Poslanecké sněmovny dne 19. listopadu 2001.

Český lev
Znak Liberce

### Historie loga
Zřejmě první logo Libereckého kraje bylo přijato v roce 2004. Obsahovalo modrý nápis Liberecký kraj a nad ním siluetu Ještědu. Nové logo bylo přijato v srpnu roku 2006.